# Олимпийский и спортивный комитет Чада
Олимпийский и спортивный комитет Чада (фр. Comité olympique et sportif tchadien) — организация, представляющая Чад в международном олимпийском движении. Основан в 1963 году, зарегистрирован в МОК в 1964 году.
Штаб-квартира расположена в Нджамене. Является членом Международного олимпийского комитета, Ассоциации национальных олимпийских комитетов Африки и других международных спортивных организаций. Осуществляет деятельность по развитию спорта в Чаде.